# Zamzīrān
Zamzīrān (persiska: زَمزيران, زمزیران) är en ort i Iran.   Den ligger i provinsen Västazarbaijan, i den nordvästra delen av landet, 500 km väster om huvudstaden Teheran. Zamzīrān ligger 1 454 meter över havet och antalet invånare är 335.
Terrängen runt Zamzīrān är lite bergig. Runt Zamzīrān är det ganska tätbefolkat, med 80 invånare per kvadratkilometer. Närmaste större samhälle är Sīser, 10,0 km söder om Zamzīrān. Trakten runt Zamzīrān består till största delen av jordbruksmark.